# Hypocrisie morale
L'hypocrisie morale, effet de compensation morale ou crédit moral est un biais comportemental principalement étudié en psychologie sociale et en marketing et décrivant le phénomène subconscient par lequel un individu ayant amélioré l'image qu'il a de lui-même s'inquiète moins par la suite des conséquences de son comportement et devient plus susceptible de faire des choix immoraux et d'agir de façon immorale. En termes simples, le crédit moral désigne la capacité des gens à se permettre des écarts après avoir fait quelque chose de positif, les écarts ayant en général un effet négatif bien plus grand que l'action positive initiale.

## Description
« Une fois qu’un individu a démontré ses valeurs morales, vis-à-vis de lui-même ou de la société, il sera plus enclin à les enfreindre ultérieurement ». Des études du comportement des consommateurs ont mis en lumière que la consommation d'un aliment sain (par exemple une salade) augmente la probabilité qu'un individu s'autorisera un dessert trop gras et trop sucré, dont il se serait abstenu s’il n’avait pas initialement choisit l’aliment sain. Les individus sont également encouragés à moins se sentir coupables de leurs mauvaises actions s'ils ont eu la possibilité d'en effectuer une bonne au préalable. Ainsi, offrir la possibilité d'achat de crédits carbone pour partiellement compenser les émissions du transport aérien aurait contribué à accroître le trafic aérien,.

## Exemples
- s'autoriser un plat gras en prenant une boisson light[1];
- se décomplexer d'effectuer un grand nombre de kilomètres après l'achat d'un véhicule hybride[1];
- prendre des douches plus longues après l'installation d'un chauffe-eau plus efficace[5].